# Dekarsön
Dekarsön is een plaats en eiland in de gemeente Örnsköldsvik in het landschap Ångermanland en de provincie Västernorrlands län in Zweden. De plaats heeft 110 inwoners (2005) en een oppervlakte van 25 hectare. Het eiland Dekarsön ligt in de Botnische Golf en heeft een brugverbinding met het vasteland.